# Liczba (językoznawstwo)
Liczba – kategoria gramatyczna dotycząca niektórych części mowy. Służy sygnalizowaniu pojedynczości lub mnogości desygnatów (przedmiotów, osób itp.). W różnych językach świata przejawia się w różny sposób, a w niektórych nie występuje jako kategoria gramatyczna.

## Rozróżnienie liczb gramatycznych
- liczba pojedyncza (singularis),
- liczba mnoga (pluralis);
- liczba podwójna (dualis) – np. w języku słoweńskim, litewskim czy arabskim;
- liczba potrójna (trialis) – np. w języku tok pisin oraz bislama;
- liczba kilkukrotna (paucalis) – częściowo występuje w języku arabskim;
- liczba mnoga partytywna;
- liczba mnoga inkluzywna i ekskluzywna (tj. my jako osoba pierwsza wraz z drugą oraz my jako tylko osoby pierwsze) – np. w języku malajskim.

### Dystrybutywność a kolektywność
Mnogość obiektów może być ujmowana dystrybutywnie lub kolektywnie.
- singularia tantum – wyrazy występujące jedynie w liczbie pojedynczej, np.:

ryż, powietrze, zawiść, młodzież, sitowie;
- pluralia tantum – wyrazy występujące wyłącznie w liczbie mnogiej, np.: grabie, skrzypce, spodnie, usta, drzwi.

## Liczba w języku polskim
W języku polskim kategoria liczby dotyczy rzeczownika, przymiotnika i czasownika. W dzisiejszym języku ogólnopolskim, a także w większości innych języków słowiańskich, występuje liczba pojedyncza i liczba mnoga; dawniej była znana także liczba podwójna.